# Tetrastichus aponiusi
Tetrastichus aponiusi är en stekelart som beskrevs av Yang 1996. Tetrastichus aponiusi ingår i släktet Tetrastichus och familjen finglanssteklar. Inga underarter finns listade i Catalogue of Life.